# Odd Bang-Hansen
Odd Bang-Hansen (ur. 9 kwietnia 1908 w Oslo, zm. 4 marca 1984 tamże) − norweski pisarz i tłumacz literatury pięknej. W okresie od 1965 do 1971 był przewodniczącym Związku Literatów Norweskich (norw. Den norske Forfatterforening). Był laureatem wielu nagród literackich.

## Utwory
- Fager er studentens drøm, 1938
- Ringen rundt brønnen, 1946
- I denne natt, 1947
- Mette og Tom i fjellet (książka dla dzieci i młodzieży), 1948
- Mette og Tom og bokstavene (książka dla dzieci), 1949
- Mette og Tom i hulen,(książka dla dzieci i młodzieży), 1951
- Trapp med ni trinn, (książka dla dzieci i młodzieży), 1952
- Fly hvite due, 1953